# Kunal Nayyar
Kunal Nayyar (Londres, 30 de abril de 1981) é um ator de televisão indiano, nascido na Inglaterra.
Kunal passou a maior parte de sua juventude em Nova Deli, na Índia. Atualmente vive em Los Angeles, na Califórnia, onde ficou famoso por interpretar Rajesh "Raj" Koothrappali, no seriado americano The Big Bang Theory.

## Primeiros anos
Nayyar nasceu em Londres na Inglaterra, e cresceu em Nova Delhi, cidade localizada na Índia. Em 1999 ele se mudou para os Estados Unidos para fazer o curso de bacharelado em ciência financeira pela Universidade de Oregon e durante esse período começou a fazer aulas de teatro.

## Carreira
Seu primeiro papel de destaque foi na produção de Rajiv Joseph's, Huck & Holden, na qual interpretou um estudante de intercâmbio indiano que está ansioso para viver a experiência da cultura americana. O ator também fez uma participação no drama da CBS chamado NCIS no espisódio "Suspicion (4ª temporada, episódio 12).
O agente do ator o encorajou a fazer uma audição para a escolha do personagem Rajesh Koothrappali da série The Big Bang Theory.
Em 2022, recebeu um doutorado honoris causa pela Universidade de Portland. “Nunca pensei que após interpretar o Dr. Rajesh Koothrappali por 12 anos eu seria honrado com doutorado na vida real. Obrigado, Universidade de Portland, pelo PhD em Letras Humanas, estou lisonjeado. Ah, e vocês podem me chamar de Dr. Kunal agora, não vou me importar”, escreveu o ator.

## Filmografia

### Cinema
| Ano  | Filme                      | Papel     | Observações |
| ---- | -------------------------- | --------- | ----------- |
| 2004 | S.C.I.E.N.C.E              | Pizza Man |             |
| 2012 | Ice Age: Continental Drift |           |             |

### Televisão
| Ano         | Série               | Papel               | Observações                         |
| ----------- | ------------------- | ------------------- | ----------------------------------- |
| 2007        | NCIS                | Youssef Zidan       | Não creditado Episódio: "Suspicion" |
| 2007 - 2019 | The Big Bang Theory | Rajesh Koothrappali | Protagonista                        |